# Lorentzen
Lorentzen es una localidad y  comuna francesa, situada en el  departamento de Bajo Rin, en la región de  Alsacia.
La comuna está ubicada en los límites del  Parque natural regional de los Vosgos del Norte.
Limita con Dehlingen al norte, Butten al noreste, Diemeringen al sureste, Domfessel al oeste y Vœllerdingen al noroeste.

## Demografía
| 315 | 334 | 278 | 290 | 281 | 265 |
| Para los censos de 1962 a 1999 la población legal corresponde a la población sin duplicidades (Fuente: INSEE [Consultar]) |     |     |     |     |     |

## Patrimonio
- Castillo y dependencias de Lorentzen, con elementos del siglo XIV al siglo XIX, monumento en 2004
- Iglesia de Saint-Laurent, siglo XVIII, declarada monumento en 1985
- Molino de harina y aceite de Lorentzen, monumento en 2004
- Diversas granjas y explotaciones medievales